# David Dinkins
David Norman Dinkins (Trenton, 10 de julho de 1927 - Nova Iorque, 23 de novembro de 2020) foi um político e advogado norte-americano que serviu como 106º prefeito da cidade de Nova Iorque. Foi o primeiro afro-americano a ocupar o cargo. David era membro do Partido Democrata.
Dinkins foi prefeito de Nova Iorque de 1 de janeiro de 1990 até 31 de dezembro de 1993. Antes de ocupar o cargo, foi presidente do distrito de Manhattan entre 1986 e 1989.
Costumava apresentar um programa de rádio na WLIB, que era transmitido nas manhãs de sábado. Era casado com Joyce Dinkins, com quem teve dois filhos. Sua esposa viria a morrer no dia 12 de outubro de 2020, quase um mês antes de sua morte. 
Dinkins morreu em 23 de novembro de 2020 de causas naturais em sua casa no bairro de Lenox Hill, na ilha de Manhattan, aos 93 anos.

## Governo
- Promoveu redução significativa na taxa de criminalidade da cidade, e expandiu em 25% o  recrutamento para o Departamento de Polícia de Nova Iorque.

- Investiu na limpeza e revitalização da Times Square, incluindo a participação da The Walt Disney Company nas obras de restauração de um antigo teatro na 42nd Street.

- Revitalizou habitações degradadas no norte do Harlem, Bronx e no sul do Brooklyn, apesar das restrições orçamentais significativas.

- Autorizou a instalação de clínicas para a saúde mental.

- Implementou políticas e ações que reduziram o tamanho da população sem abrigo da cidade a seu ponto mais baixo em 20 anos.